# Marin Bukmir
Marin Bukmir ist ein kroatischer Textautor, Komponist und Sänger.

## Leben
Marin Bukmir ist ein Komponist und Textautor. Er hat Musiktexte für Miroslav Škoro, Emilija Kokić, Žak, Gazde und vor allem für Jasmin Stavros geschrieben. Für das alljährlich stattfindende kroatische Musikfestival Dora, des kroatischen Fernsehsenders HRT, verfasste er im Jahre 1999 und 2002 Kompositionen.

## Sänger
Als Sänger sang er bis jetzt:
- Sveta zemlja Hercegovina (Heiliges Land Herzegowina). Das Lied ist eine musikalische Liebeserklärung an die Stadt Ljubuški und die Herzegowina.[1]

## Diskografie
Mitarbeit an acht Musikalben:
- 1995: Za ljubav tvoju (Für Deine Liebe)
- 1999: Dio puta mog (Teil meines Weges)
- 1999: Hajde (Komm)
- 2001: Ja sam tu (Ich bin da)
- 2001: Vjerujem u nas (Ich glaube an uns)
- 2002: Sve najbolje (Alles Gute)
- 2005: Zlatna kolekcija (Goldene Kollektion)
- 2007: Zlatna kolekcija (Goldene Kollektion)

## Musikfestivals
Kompositionen für folgende Musikveranstaltungen in Kroatien:
- 1999: Dora 1999
- 2002: Dora 2002

## Belege
1. ↑  vgl.  (Seite nicht mehr abrufbar, festgestellt im April 2019. Suche in Webarchiven)  Info: Der Link wurde automatisch als defekt markiert. Bitte prüfe den Link gemäß Anleitung und entferne dann diesen Hinweis., Liedtext und Streaming Media/Audio auf der Website der Stadt Ljubuški, Artikel vom 16. Juni 2008, abgerufen am 16. August 2008.